# Sarah Hirini
Sarah I. Goss coniugata Hirini (Feilding, 9 dicembre 1992) è una rugbista a 15 neozelandese, attiva nel ruolo di terza linea ala e, più raramente, centro.
Al 2022 è campionessa in carica sia mondiale (nel rugby a 15) che olimpica (nel rugby a 7).
Fino al suo matrimonio nel 2018 era nota con il nome di nascita di Sarah Goss.

## Biografia
Nata in una famiglia di agricoltori a Feilding, capoluogo del distretto di Manawatū, è di ascendenza mista europea-maori e appartiene alla iwi Ngāti Kahungunu; i suoi studi universitari all'Università Massey di Palmerston North riguardavano la storia e la cultura della sua etnìa.
Originariamente il rugby a 15 era la disciplina con cui, ai tempi della scuola superiore, si teneva in forma per l'hockey su prato prima che diventasse il suo sport d'elezione: una volta passata in pianta stabile alla palla ovale entrò nella squadra del suo istituto, Feilding High School, nel ruolo di terza linea in un periodo in cui, nella stessa scuola, studiavano la sua futura compagna di nazionale Georgia Ponsonby e la tallonatrice inglese Amy Cokayne.
Nei quattro anni in cui militò nella squadra scolastica Sarah Goss contribuì alla vittoria in 78 incontri sugli 86 in cui fu impiegata (compresi 26 consecutivi nell'ultimo anno); successivamente, dopo il diploma, entrò nella squadra provinciale di Manawatu e rappresentò la selezione NZ Māori che vinse tre volte consecutive il Roma Seven dal 2010 al 2012.
Tra il 2012 e il 2016 fu impegnata dapprima alle qualificazioni al torneo olimpico di rugby a VII a Rio de Janeiro, e successivamente al torneo vero e proprio, nel quale fu capitana della squadra che si aggiudicò la medaglia d'argento dopo la sconfitta in finale contro l'Australia.
A ottobre 2016 debuttò anche nel rugby a 15 internazionale: fu infatti schierata ad Auckland con le Black Ferns in un test match contro l'Australia e nell'estate boreale successiva fu inclusa nella rosa delle giocatrici che presero parte alla Coppa del Mondo 2017 in Irlanda; con la Nuova Zelanda a XV giunse fino alla finale di Belfast vinta contro l'Inghilterra, nonostante un suo fallo pericoloso su Katy Mclean le fosse costata una temporanea espulsione e un tentativo di rimonta inglese in superiorità numerica.
A gennaio 2019, dopo il matrimonio con l'ex rugbista Conor Hirini, assunse il cognome del marito; nel giugno successivo fu insignita dell'onorificenza di membro dell'ordine al merito della Nuova Zelanda in occasione dei riconoscimenti concessi per il compleanno della regina Elisabetta II.
L'anno seguente fu di nuovo capitana della squadra Seven che partecipò al torneo olimpico di Tokyo, e nella finale per il titolo affrontò la Francia battendola 26-12 e vincendo l'oro olimpico.
Da fine 2021 è legata con un contratto professionistico alla squadra femminile della franchise degli Hurricanes di Wellington.
Nel 2022 ha preso parte alla sua seconda Coppa del Mondo consecutiva, nel corso della quale si è aggiudicata il proprio ennesimo titolo battendo in finale l'Inghilterra come cinque anni prima a Belfast}.
A tali vittorie si aggiungono, nel rugby a 7, anche due campionati mondiali vinti nel 2013 a Mosca e nel 2018 a San Francisco nonché un oro e un bronzo ai Giochi del Commonwealth, rispettivamente nel 2018 e nel 2022.

## Palmarès

### Rugby a 15
- Coppe del mondo: 2
Nuova Zelanda: 2017, 2021

### Rugby a 7
- Coppe del mondo a VII: 2
Nuova Zelanda: 2013, 2018
- Oro olimpico: 1
Nuova Zelanda: 2020